# Brigitte Helmers
Brigitte Helmers (15 de febrero de 1958) es una deportista alemana que compitió para la RFA en remo. Ganó una medalla de plata en el Campeonato Mundial de Remo de 1985, en la prueba de doble scull ligero.

## Palmarés internacional
| Campeonato Mundial | Campeonato Mundial | Campeonato Mundial | Campeonato Mundial |
| Año                | Lugar              | Medalla            | Prueba             |
| ------------------ | ------------------ | ------------------ | ------------------ |
| 1985               | Malinas (Bélgica)  | Medalla de plata   | Doble scull ligero |